# Дернина

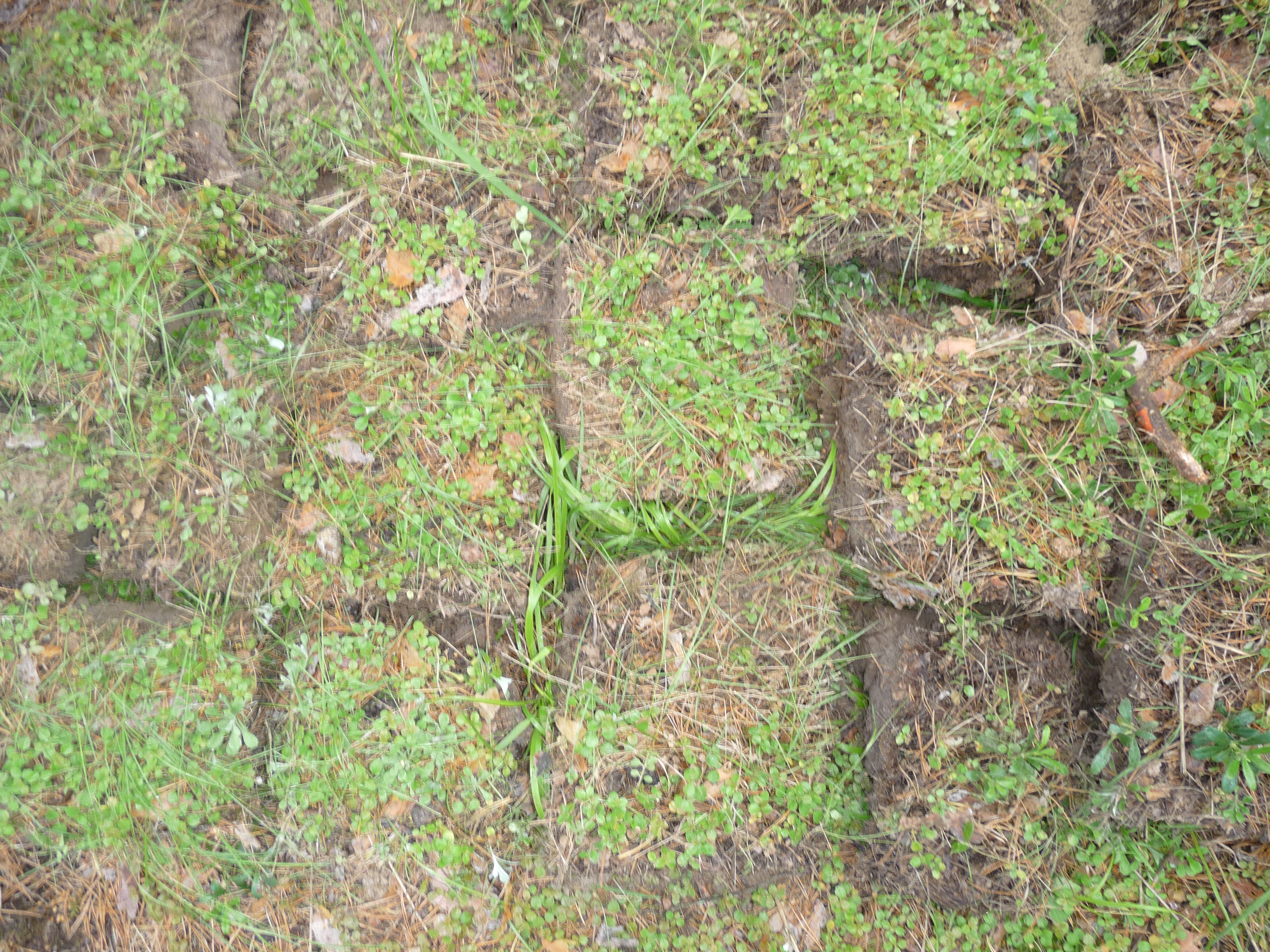
Нарезанная дернина

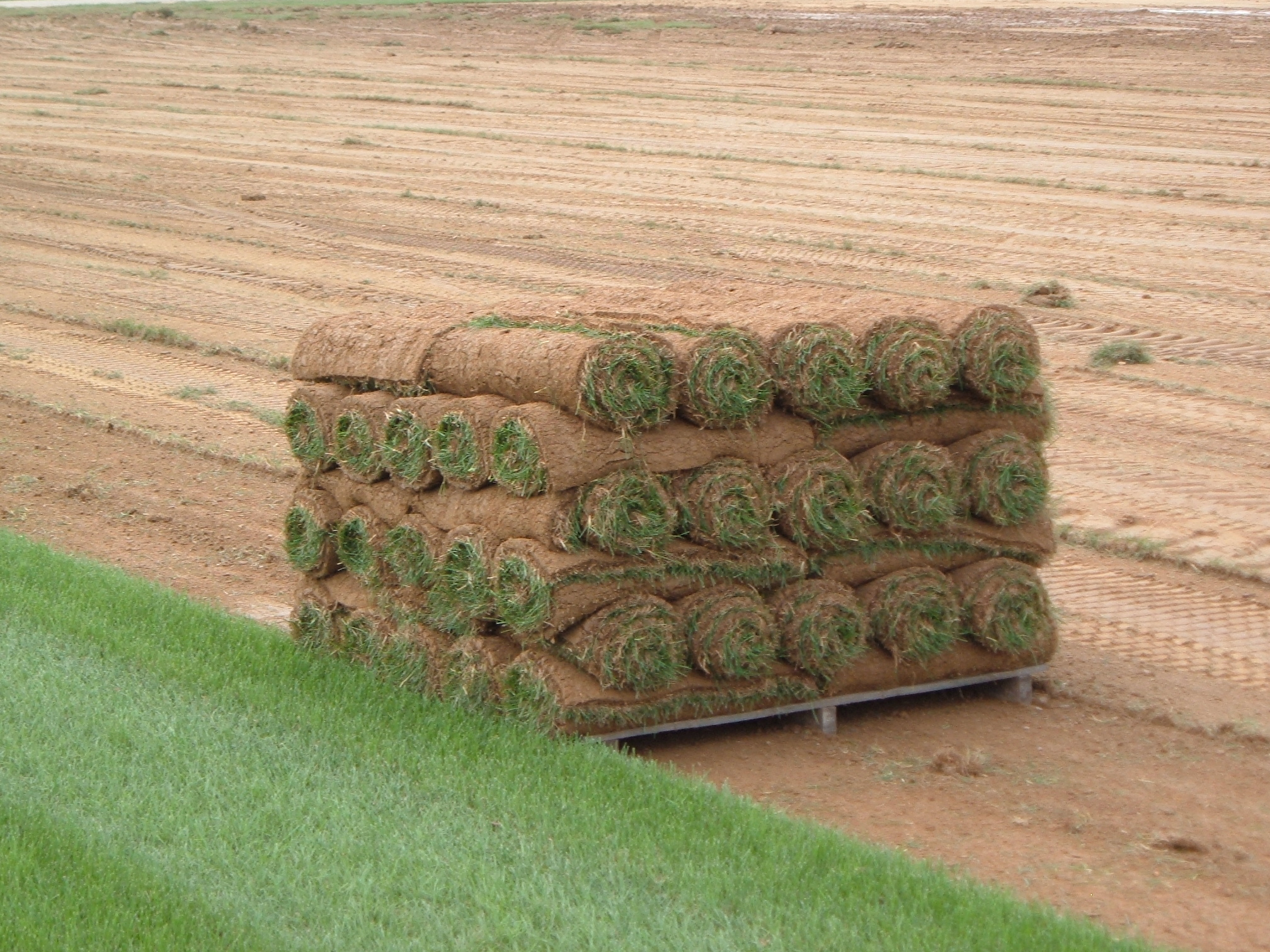
Свёрнутый дёрн на специализированной ферме

Дерни́на (дёрн, дерновина, дерно, деренье) — поверхностный горизонт почв, густо заросший травянистыми растениями, преимущественно луговыми или степными злаками. В лесах образуется на прогалинах, вырубках, опушках и других открытых пространствах.

## Описание
Цвет дернины, как правило, тёмно-серый или серый, структура — комковато-зернистая или пылеватая. Дернину выделяют в самостоятельный горизонт, если её мощность превышает 3 см, при этом в описаниях горизонтов почв она обычно обозначается индексом Ad. Он уплотнён и густо пронизан живыми корнями растений, занимающими более половины объёма. Одним из диагностических свойств дернины является то, что если потянуть руками за стебли травянистых растений, то её слой отделяется от остальной части почвы.
Дерновый процесс почвообразования также наиболее ярко протекает именно в дернинном горизонте на породах, богатых карбонатами кальция и магния. Этот процесс представляет собой превращение органических остатков в почвенный гумус и его накопление в профиле. Значительная часть отмирающего органического вещества в травянистом сообществе приходится на подземную часть. Таким образом, бактериальное разложение органических остатков происходит в толще почвы, в присутствии кальция и магния, при недостатке кислорода, поступление которого задерживается плотной дерниной. В таких условиях в составе гумуса преобладают гуминовые кислоты, слаборастворимые в воде. Это создаёт условия для накопления гумуса в почве. Коллоиды гумуса, взаимодействуя с двухвалентными катионами кальция и магния, коагулируют и склеивают почву в комочки, образуя водопрочную комковатую или зернистую структуру, которая считается оптимальной для корней растений. Дерновый процесс является основным процессом почвообразования в чернозёмах, в значительной степени он также проявляется при образовании каштановых, дерново-подзолистых, серых и бурых лесных почв.

## Применение

### В строительстве
В зелёном строительстве широко используют способность злаковых растений образовывать плотную дернину, защищающую почву от уплотнения и размыва. Примером могут служить спортивные газоны, которые устраивают на футбольных полях, игровых площадках, ипподромах, лужайках. Они должны обладать высокой сопротивляемостью к вытаптыванию. Газоны специального назначения играют важную роль при задернении откосов шоссейных и железных дорог, заводских шлакоотвалов, откосов каналов, водохранилищ и др.